# Edmond Audran
Edmond Audran, född 11 april 1842 och död 17 augusti 1901, var en fransk operettkompositör. Han var son till sångaren Marius Audran.

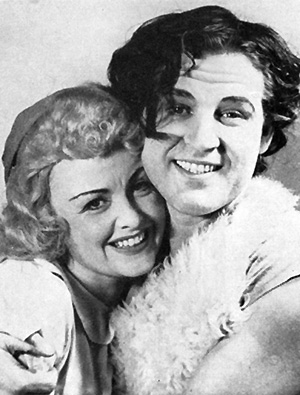
Eva Tibell och Nils Bäckström i Lyckoflickan på Stora Teatern, Göteborg 1945.

Audran är mest känd genom sitt lyckade opus La Mascotte (1880, "Lyckoflickan"). Han har utöver denna skrivit ett 30-tal operetter, varav främst Turkarne, Miss Helyett och Dockan blivit kända i Sverige.

## Verk (i urval)
- La Chercheuse d'esprit (1864)
- Adieux à l'Hirondelle (1875)
- Le Grand Mogol (1877)
- Les Noces d'Olivette (1879)
- Lyckoflickan (La Mascotte) (1880)
- Gillette de Narbonne (1882)
- Les Pommes d'or (1883)
- La Dormeuse éveillée (1883)
- Serment d'amour (1886)
- La Cigale et la fourmi (1886)
- La Fiancée des verts poteaux (1887)
- Le Puits qui parle (1888)
- La Petite Fronde (1888)
- La Fille à Cacolet (1889)
- L'Œuf rouge (1890)
- Miss Helyett (1890)
- L'Oncle Célestin (1891)
- Article de Paris (1892)
- La Sainte Freya (1892)
- Madame Suzette (1893)
- Mon Prince (1893)
- L'Enlèvement de la Toledad (1894)
- La Duchesse de Ferrare (1895)
- La Poupée (1896)
- Monsieur Lohengrin (1896)
- Les Petites Femmes (1897)
- Les Sœurs Gaudichard (1898)